# Liste der Kulturdenkmäler in Altrich
In der Liste der Kulturdenkmäler in Altrich sind alle Kulturdenkmäler der rheinland-pfälzischen Ortsgemeinde Altrich aufgeführt. Grundlage ist die Denkmalliste des Landes Rheinland-Pfalz (Stand: 10. August 2023).

## Einzeldenkmäler
| Bezeichnung                           | Lage                                                              | Baujahr                           | Beschreibung | Bild                           |
| ------------------------------------- | ----------------------------------------------------------------- | --------------------------------- | --- | ------------------------------ |
| Schulhaus                             | Andreasstraße 31 Lage                                             | um 1940                           | ehemalige Schule mit Turnhalle und Lehrerwohnhaus (?); winkelförmige Anlage, Reformarchitektur, kurz vor oder nach dem Zweiten Weltkrieg | BW                             |
| Scheune                               | Andreasstraße, zu Nr. 55 Lage                                     | 19. Jahrhundert                   | Fachwerkscheune, 19. Jahrhundert | BW                             |
| Wohnhaus                              | Andreasstraße 71 Lage                                             | 1867                              | spätklassizistisches Wohnhaus, bezeichnet 1867 | BW                             |
| Altarkreuz                            | Andreasstraße, Ecke Kleingasse Lage                               | Ende des 19. Jahrhunderts         | neugotisches Altarkreuz, Ende des 19. Jahrhunderts | BW                             |
| Hofanlage                             | Borschrech 12/12a Lage                                            | 1888                              | Hofanlage; repräsentativer Krüppelwalmdachbau, bezeichnet 1888, Nebengebäude mit Backhaus und Scheune oder Remise | BW                             |
| Katholische Filialkirche St. Quirinus | Büscheid 9 Lage                                                   | Ende des 19. Jahrhunderts         | dreiachsiger gotisierender Saalbau, Ende des 19. Jahrhunderts | BW                             |
| Wegekreuz                             | Büscheider Weg Lage                                               | 1848                              | barockes Schaftkreuz, wohl nachträglich bezeichnet 1848 | BW                             |
| Wegekreuz                             | Büscheider Weg, bei Nr. 2 Lage                                    | 1659                              | Schaftkreuz, Rotsandstein, bezeichnet 1659 | BW                             |
| Altarkreuz                            | Schneidkaul, Ecke Klausener Straße Lage                           | 18. Jahrhundert                   | Altarunterbau mit Kreuzigungsbildstock, 18. Jahrhundert, Kruzifix eventuell jünger | BW                             |
| Katholische Pfarrkirche St. Andreas   | Schulstraße 1a Lage                                               | 1873                              | fünfachsiger gotisierender Saalbau, 1873 | weitere Bilder Fotos hochladen |
| Wegekreuz                             | Zum Brühl, bei Nr. 7 Lage                                         | 1703                              | Schaftkreuz, Rotsandstein, bezeichnet 1703, Abschlusskreuz bezeichnet 1866 | BW                             |
| Villa Altrich                         | nördlich des Ortes im Wald Lage                                   | Ende des 19. oder 20. Jahrhundert | historistisches Wohnhaus, Fachwerk auf Quadersockel, wohl vom Ende des 19. oder aus dem 20. Jahrhundert | BW                             |
| Wegekreuz                             | nördlich des Ortes im Wald, in der Nähe der Villa Altrich Lage    | 1760                              | barockes Schaftkreuz, bezeichnet 1760, angeblich 1855 erneuert | BW                             |
| Wegekreuz                             | nordöstlich des Ortes an der L 52 Lage                            | 18. Jahrhundert                   | barocker Kreuzigungsbildstock, 18. Jahrhundert | BW                             |
| Gut Kirchhof                          | nordöstlich des Ortes (Andreasstraße 1–5) Lage                    |                                   | ehemaliges kurfürstliches Gut; langgestreckter L-förmiger Bau (Nr. 2 und 3), kleiner kubischer Mansardwalmdachbau, Haupthaus, eingeschossiges Wirtschaftsgebäude, spätklassizistisches Wohnhaus und Fachwerkscheune, zweite Hälfte des 19. Jahrhunderts | BW                             |
| Wegekreuz                             | nordöstlich des Ortes bei Gut Kirchhof Lage                       | 1714                              | Kreuzigungsbildstock, bezeichnet 1714 | BW                             |
| Wegekreuz                             | östlich des Ortes an einem Wirtschaftsweg Lage                    | 1744                              | barockes Schaftkreuz, bezeichnet 1744 | BW                             |
| Wegekreuz                             | östlich des Ortes auf einem Feld jenseits der Eisenbahnlinie Lage | Ende des 19. Jahrhunderts         | neugotisches Altarkreuz, Rotsandstein, Ende des 19. Jahrhunderts | BW                             |
| Kapelle                               | südlich des Ortes bei Neuenhof Lage                               | 19. Jahrhundert                   | Putzbau, 19. Jahrhundert (?) | BW                             |
| Kapelle                               | südwestlich des Ortes bei Hof Haardt (gegenüber Haardt 9) Lage    | 1720                              | Putzbau, wohl von 1720 | BW                             |